# Tetracyklin

Tetracyklins kemiska struktur. Namnet kommer av de fyra(tetra) ringarna.

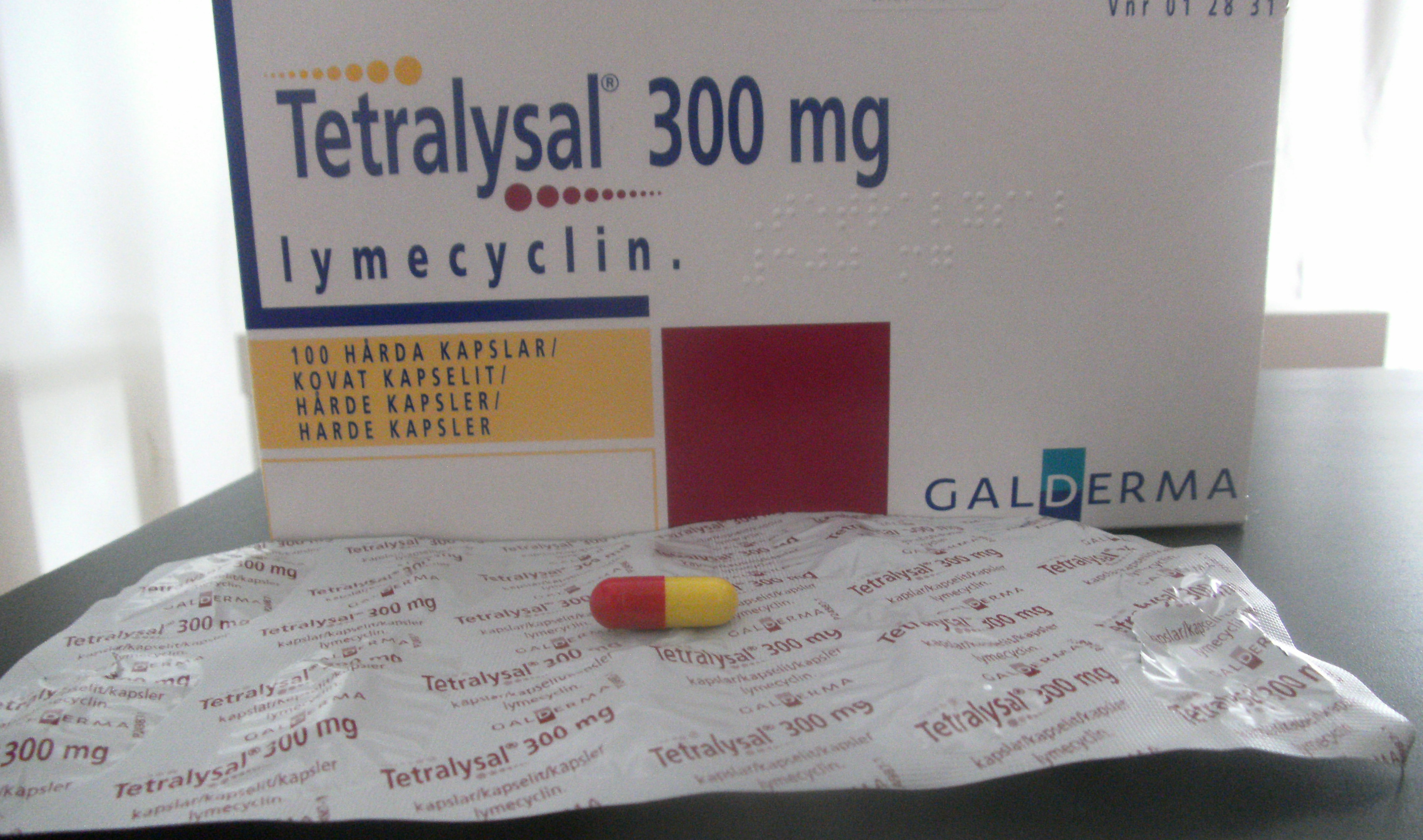
Lymecyklin under varumärket Tetralysal

Tetracykliner är antibiotika som vissa aktinobakterier producerar för att hämma tillväxten av konkurrerande bakterier. Sedan 1945 har man utvunnit flera olika tetracykliner som kan användas som läkemedel vid bakterieinfektioner, och man har också utvecklat syntetiska tetracykliner (eventuellt även verksamma mot vissa virusstammar enligt FOCUS Människan). 
De vanligaste preparaten är doxycyklin, tetracyklin och lymecyklin.
Tetracykliner har effekt mot de flesta bakterier som orsakar luftvägsinfektioner och är ett förstahandsval vid misstänkt lunginflammation orsakad av Mycoplasma pneumoniae och Chlamydophila pneumoniae och Chlamydophila psittaci. Det är också ett av förstahandsmedlen när en patient med sjukdomen kroniskt obstruktiv lungsjukdom (KOL) drabbas av en så kallad exacerbation. En tetracyklin kan även användas mot borreliainfektioner vid penicillinallergi. Den sexuellt överförbara sjukdomen klamydia, orsakad av Chlamydia trachomatis, behandlas också med en tetracyklin. Hudsjukdomen akne kan i vissa fall kräva antibiotika, och då är tetracykliner ett möjligt alternativ.
Tetracykliner verkar bakteriostatiskt (tillväxthämmande) genom att hämma bakteriens proteintillverkning genom att hämma interaktionen mellan tRNA och mRNA. Tack vare deras goda biotillgänglighet (bra upptag och spridning i kroppen) behöver preparatet sällan ges intravenöst (direkt i blodet). Tetracykliner skall ej ges till gravida eller till barn under åtta år eftersom medlet ansamlas i tandanlag och kan missfärga dessa.
Tetracykliner är bredspektrumantibiotika och har på grund av detta överanvänts, varför en omfattande resistensutveckling har ägt rum. Resistensen är ofta plasmidmedierad (överförbar mellan bakterier) och tar sig uttryck i antingen en aktiv utpumpning (efflux) av medlet eller ett skydd i ribosomen av angreppspunkterna.